# Evangelisch-Lutherisches Dekanat Aschaffenburg
Das Evangelisch-Lutherische Dekanat Aschaffenburg ist eines der 19 Dekanate des Kirchenkreises Ansbach-Würzburg. Dekan ist seit 1. Februar 2015 Rudi Rupp.
Der Bezirk umfasst den westlichen und südlichen Teil des Mainvierecks. Politisch umfasst er im Norden den Landkreis und die Stadt Aschaffenburg, im Süden den Landkreis Miltenberg und reicht im Südosten in den Landkreis Main-Spessart hinein.

## Geschichte

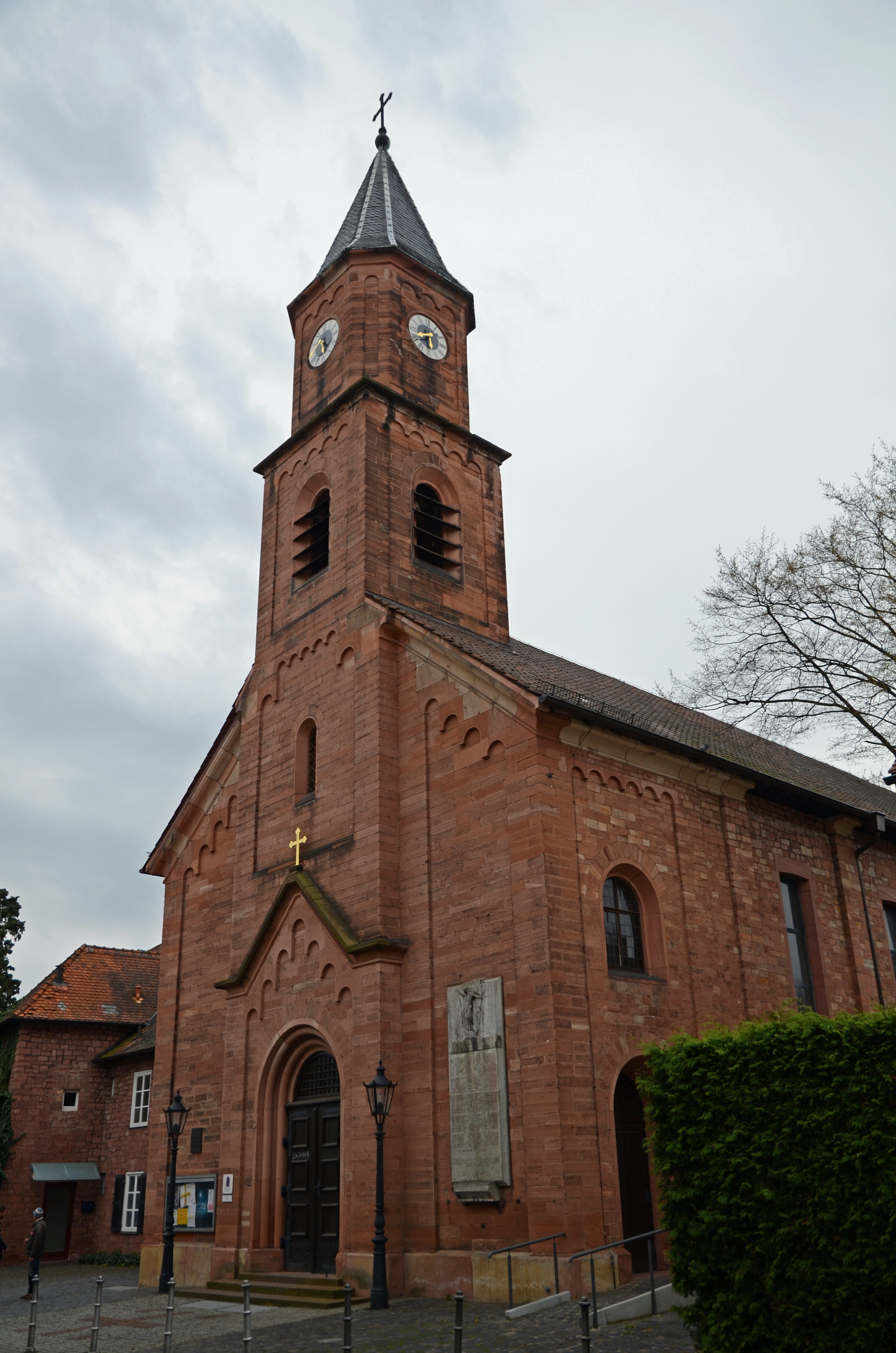
Dekanatskirche Christuskirche in Aschaffenburg

### Pfarreien und Gemeinden
Das Dekanatsgebiet gehörte historisch betrachtet überwiegend zum Erzstift Mainz und ist somit stark katholisch geprägt. In diesem nahezu geschlossenen Herrschaftsgebiet gab es in den Randgebieten allerdings, bedingt durch andere Hoheitsträger, auch evangelische Inseln. Hierzu zählen der nunmehr bayerische Teil der ehemaligen Grafschaft Wertheim der Fürsten Löwenstein mit den Gemeinden Kreuzwertheim, Michelrieth und Schollbrunn. Die Gemeinde Steinmark ist bemerkenswerterweise in der Gegenreformation evangelisch geworden. Die Gemeinde Röttbach lag zwischen den beiden evangelischen Ortschaften Michelrieth und Kreuzwertheim und war an die Grafen von Wertheim verpfändet und wurde dadurch evangelisch. Da Röttbach aber zum Hochstift Mainz gehörte, wurde die Gemeinde erfolgreich zum katholischen Glauben zurückgeführt. Auf Anordnung des Grafen Wolf Ernst zu Löwenstein wurde im Gegenzug Steinmark am 21. Februar 1617 evangelisch.
Der aus der Rieneckschen Erbschaft stammende Besitz der Grafen von Erbach mit den Gemeinden Kleinheubach, Eschau und Hofstetten kann ebenfalls auch auf bis zur Reformationszeit zurückreichende evangelische Traditionen zurückblicken.
Die ehemalige Abteikirche in Amorbach wurde 1803 zur evangelischen Hofkirche der Fürsten zu Leiningen.
Aschaffenburg wurde 1830 als Tochterkirche von Billingshausen gegründet und wurde am 7. April 1839 zur eigenständigen Pfarrei erhoben. 1949 wurde die Pfarrei Obernburg errichtet. 1952 folgten Erlenbach, Goldbach und Schöllkrippen und 1956 Kahl am Main.

### Dekanat
Im Großherzogtum Frankfurt wurde in Kreuzwertheim 1812 eine Inspektion mit den Pfarreien Aufenau, Eschau, Hasloch, Kreuzwertheim, Michelrieth, Mittelsinn und Partenstein errichtet. Ab 1814 führte ein bayerisches Dekanat die Pfarreien weiter. Danach gab es zahlreiche Umstrukturierungen mit dem Austausch von Pfarreien benachbarter Dekanate. 1859/61 wurde nach seiner Errichtung die Pfarrei Amorbach aufgenommen, 1922 Miltenberg, 1928 Alzenauund 1929 Hofstetten als selbständige Pfarrei. Am 18. Dezember 1884 kam Eschau von Würzburg hinzu. Das Dekanat Aschaffenburg entstand 1933 durch Namensänderung aus dem damaligen Dekanat Kreuzwertheim. Die zugehörigen Pfarreien waren Aschaffenburg, Alzenau, Amorbach, Hasloch, Hofstetten, Kleinheubach, Kreuzwertheim, Michelrieth und Miltenberg.

## Kirchengemeinden
Zum Dekanatsbezirk Aschaffenburg gehören 24 Kirchengemeinden. Im Folgenden sind die Pfarreien und die Kirchengemeinden mit ihren Kirchengebäuden aufgelistet:
- Pfarreien mit jeweils einer Kirchengemeinde
  - Alzenau, St. Peter und Paul
  - Amorbach, Abteikirche
  - Aschaffenburg - Christuskirche, Christuskirche
  - Aschaffenburg - St. Lukas, St. Lukas in Leider und St. Jakobus in Nilkheim
  - Aschaffenburg - St. Matthäus, St. Matthäus
  - Aschaffenburg - St. Paulus, St. Paulus in Damm und Lutherkirche in der Strietwaldsiedlung
  - Erlenbach, Martin-Luther-Kirche
  - Eschau, Epiphanias-Kirche
  - Goldbach, St. Johannes
  - Großostheim, St. Stephanus
  - Hasloch, St. Johannis (1843) und Schollbrunn, Martin-Luther-Kirche (1896)
  - Hofstetten, St. Michael
  - Kleinheubach, St. Martin (1710)
  - Kleinostheim, St. Markus
  - Klingenberg – Wörth, Trinitatisgemeinde Trinitatiskirche in Klingenberg und Wendelinus-Kapelle in Wörth
  - Kreuzwertheim, Zum Heiligen Kreuz
  - Laufach, St. Petrus
  - Miltenberg, St. Johannes
  - Obernburg, Friedenskirche
  - Schöllkrippen, Evangelische Kirche
- Pfarrei Kahl am Main
  - Kirchengemeinde Kahl am Main, Kreuzkirche
  - Kirchengemeinde Dettingen, Erlöserkirche
- Pfarrei Michelrieth
  - Kirchengemeinde Michelrieth, St. Michael (1495 Turm, 1737 Kirchenschiff)
  - Kirchengemeinde Steinmark, Martin-Luther-Kirche
  - Kirchengemeinde Glasofen, Christuskirche (1928)